# Halle Tanner Dillon Johnson
Halle Tanner Dillon Johnson (Pittsburgh, 17 de octubre de 1864-Nashville, 26 de abril de 1901) fue la primera mujer en obtener la licencia de médico en Alabama.

## Biografía
Johnson nació como Halle Tanner en Pittsburgh, Pensilvania, siendo la mayor de las hijas de Benjamin Tucker Tanner y Sarah Elizabeth Tanner, quienes eran figuras prominentes en la comunidad afroamericana local. Benjamin era ministro en la Iglesia Episcopal Metodista Africana en Pittsburgh, y Halle trabajó con él para publicar Christian Recorder, una publicación De la Iglesia. Su hermano era el pintor Henry Ossawa Tanner.
En 1886, se casó con Charles Dillon, quien murió poco después de que ambos tuvieran un hijo dos años después. Johnson, entonces Halle Dillon, regresó a casa con su familia y entró en el Women's Medical College of Pennsylvania, donde se graduó con honores en 1891.
En torno a la época de su graduación, Booker T. Washington, fundador del Instituto Tuskegee en Alabama, había escrito a la Facultad de Medicina de la Mujer de Pensilvania en busca de un médico afroamericano. Dillon aceptó la oferta poco después de su graduación.

## Carrera profesional
Dillon comenzó su carrera haciendo el examen médico del estado de Alabama, un examen oral de diez días llevado a cabo por los principales médicos del estado. Ella estuvo bajo un intenso escrutinio y el ojo público debido a su raza y género, pero pasó con éxito el examen para convertirse en la primera mujer médica en Alabama.
Mientras estuvo en Tuskegee, se preocupó por los estudiantes y el personal e impartió clases en la universidad; fundó una escuela de enfermería. También ejerció la medicina y la farmacia en la comunidad y fundó el Dispensario Lafayette para los lugareños.
Johnson se casó con un profesor de matemáticas en Tuskegee, el reverendo John Quincy Johnson, en 1894, y dejó su carrera allí cuando se mudaron a Columbia, Carolina del Sur. Su esposo se convirtió en presidente de la Universidad de Allen, una escuela privada para estudiantes negros. Luego se mudaron a Hartford, Connecticut, Atlanta, Georgia y Princeton, Nueva Jersey para su educación en teología; tuvieron tres hijos juntos. En 1900, los Johnson se mudaron a Nashville, Tennessee, donde John se convirtió en ministro en la Iglesia AME de Saint Paul. Halle murió al dar a luz el 26 de abril de 1901.